# 1799년 프랑스 총선
1799년 프랑스 총선은 1799년에 치러진 선거로, 공화력 3년 헌법에 따른 제한선거로 오백인회 중 1/3을 선출했다.

## 배경
1798년 선거에서 총재정부에 반대하는 산악파가 승리하자, 총재 정부는 반대파를 줄이기 위해 1798년 5월 11일(프랑스 혁명력 플로레알 22일), 당선자 154명 가운데, 정부에 반대하는 106명의 선거 결과를 무효로 하는 법안을 강행 통과시켰다. 이것이 《플로레알 22일의 쿠데타》로 불리는 사건이다. 그때까지만 해도 총재 정부와 의회의 관계는 나쁘지 않았지만, 의회는 총재 정부의 부패와 악정의 책임을 추궁했다.

## 선거 결과
| 정당   | 의석수 |
| ------ | ------ |
| 산악파 | 240석  |
| 총재파 | 150석  |
| 왕당파 | 80석   |
| 극좌   | 30석   |

6월 16일, 의회는 총재 트레야르의 취임을 무효로 하고, 두에와 라 루베리에르를 플로레알 22일 쿠데타의 장본인으로 지목하고 해임을 요구했다. 결국 6월 18일(프레리알 30일) 이것이 인정되었다. 이것을 프레리알 30일 쿠데타라고 부른다. 
쿠데타에 쿠데타가 꼬리를 무는 이러한 극심한 혼란은 결국 나폴레옹으로 하여금 브뤼메르 18일의 쿠데타를 일으키게 하고, 총재정부는 막을 내리게 된다.